# Геркулафл
Геркулафл, или Геркулан (умер в 549 году) — епископ Перуджи, священномученик. Дни памяти — 1 марта и 7 ноября.
Святой Геркулафл (Herculaflus) был епископом Перуджи. Согласно повествованию святого Григория Великого в его Диалогах, святой Геркулан умер мучеником, пытаясь предотвратить вторжение Тотилы, царя остроготов, в город. Прежде чем город был взят, Геркулан попытался спасти его с помощью уловки: он бросил со стены вола, полного пшеницы, чтобы заставить остроготов поверить, что у жителей Перуджи было достаточно много еды, чтобы выдержать ещё долгую осаду. Тотила отступил, но неверный клирик открыл ему обман. В результате этого вождь вернулся, захватил город и убив епископа. Древние биографии говорят об этом в связи с тремя другими известными святыми Умбрии того времени: епископом Флоридом, священником Аманцием из Читта-ди-Кастелло и епископом Фортунатом из Тоди.
Перед обезглавливанием Геркулан был заживо ободран. По словам Григория Великого, через сорок дней после обезглавливания тело епископа было найдено нетронутым, без каких-либо следов пыток и обезглавливания.
Не исключено, что речь идёт о том самом Геркулане, что был послан в Перуджу из Сирии на проповедь Евангелия.
Римский мартиролог сообщает:
A Perugia, sant’Ercolano, vescovo e martire, decapitato per ordine di Totila, re dei Goti.